# Spartina townsendii
Spartina townsendii là một loài thực vật có hoa trong họ Hòa thảo. Loài này được H.Groves & J.Groves miêu tả khoa học đầu tiên năm 1881.